# Ghiacciaio di Saleina
Il ghiacciaio di Saleina (in francese Glacier de Saleina, in tedesco Saleinagletscher) è un ghiacciaio svizzero delle Alpi del Monte Bianco.

## Caratteristiche
Il ghiacciaio si trova lateralmente rispetto alla val Ferret.
È contornato principalmente dalle seguenti montagne: aiguille d'Argentière, aiguille du Chardonnet, aiguilles Dorées e Grande Fourche.
Dal ghiacciaio prende forma il torrente Reuse de Saleina tributario della Drance de Ferret.
Sui lati del ghiacciaio si trova la Cabane de Saleina (2 691 m).